# Sing Along
Sing Along är en sång skriven av Per Gessle, och inspelad av honom på albumet Party Crasher från 2008. samt utgiven av honom på singel den 4 februari samma år. Den nådde som högst en 41:a plats på den svenska singellistan.

## Listplaceringar
| Lista (2009) | Topplacering |
| ------------ | ------------ |
| Sverige      | 41           |

### Fotnoter
1. ↑  ”Party Crasher”. Svensk mediedatabas. 21 mars 2008. http://smdb.kb.se/catalog/id/002439205. Läst 21 juni 2015.
2. ↑  ”Sing Along”. Svensk mediedatabas. 21 mars 2009. http://smdb.kb.se/catalog/id/002476640. Läst 21 juni 2015.
3. ↑  ”Sing Along”. Per Gessles webbplats. 21 mars 2009. http://www.gessle.com/per-gessle-discography/single-per-gessle-discography/sing-along-cdm/. Läst 21 juni 2015.
4. ↑  ”Sing Along”. Swedishcharts. 21 mars 2009. http://www.swedishcharts.com/showitem.asp?interpret=Per+Gessle&titel=Sing+Along&cat=s. Läst 21 juni 2015.